# Ratburella biprocessa
Ratburella biprocessa är en insektsart som beskrevs av Sohi och Mann 1987. Ratburella biprocessa ingår i släktet Ratburella och familjen dvärgstritar. Inga underarter finns listade i Catalogue of Life.